# 엘런 얀선
엘런 얀선(네덜란드어: Ellen Jansen, 1992년 10월 6일 ~ )은 네덜란드의 여자 축구 선수이다. 포지션은 공격수이며, 현재 네덜란드 에레디비시 프라우언의 AFC 아약스 프라우언에서 활동하고 있다.

## 클럽 경력
2008년부터 2018년까지 에레디비시 프라우언 소속 클럽인 FC 트벤터 프라우언 소속으로 활동하면서 팀의 에레디비시 프라우언 2회 우승, 베네리그 2회 우승, KNVB 여자컵 4회 우승에 기여했다. 2018년에는 AFC 아약스 프라우언으로 이적했다.

## 국가대표 경력
2010년부터 2011년까지 네덜란드 여자 U-19 축구 국가대표팀 선수로 활동했으며 2010년 12월 13일에 브라질 상파울루에서 열린 브라질와의 상파울루 국제 여자 축구 토너먼트 경기에 처음 출전하면서 네덜란드 여자 축구 국가대표팀 선수로 데뷔했다.

## 수상
FC 트벤터
- 에레디비시 프라우언 2회 우승 (2010-11, 2015-16)
- 베네리그 2회 우승 (2012-13, 2013-14)
- KNVB 여자컵 1회 우승 (2014-15)

### 국가대표
- 2018년 알가르브컵 우승
- 2019년 FIFA 여자 월드컵 준우승